# Рудав
Рудав (пол. Rudaw) — село в Польщі, у гміні Цехоцин Ґолюбсько-Добжинського повіту Куявсько-Поморського воєводства.
Населення — 258 осіб (2011).
У 1975-1998 роках село належало до Торунського воєводства.

## Демографія
Демографічна структура станом на 31 березня 2011 року:
|          | Загалом | Допрацездатний вік | Працездатний вік | Постпрацездатний вік |
| -------- | ------- | ------------------ | ---------------- | -------------------- |
| Чоловіки | 123     | 26                 | 82               | 15                   |
| Жінки    | 135     | 34                 | 64               | 37                   |
| Разом    | 258     | 60                 | 146              | 52                   |